# Spekeröd-Ucklums pastorat
Spekeröd-Ucklums pastorat är ett pastorat som omfattar Spekeröd-Ucklums församling i Stenungsunds kommun i Bohuslän, Västra Götalands län.
Pastoratet ingår i Uddevalla och Stenungsunds kontrakt (före 1 april 2007 Älvsyssels norra kontrakt) i Göteborgs stift.
Prästgården med pastorsexpeditionen ligger öster om och nedanför kyrkan vid gamla E6:an med tillhörande ladugård och gårdsbyggnader.

## Bilder

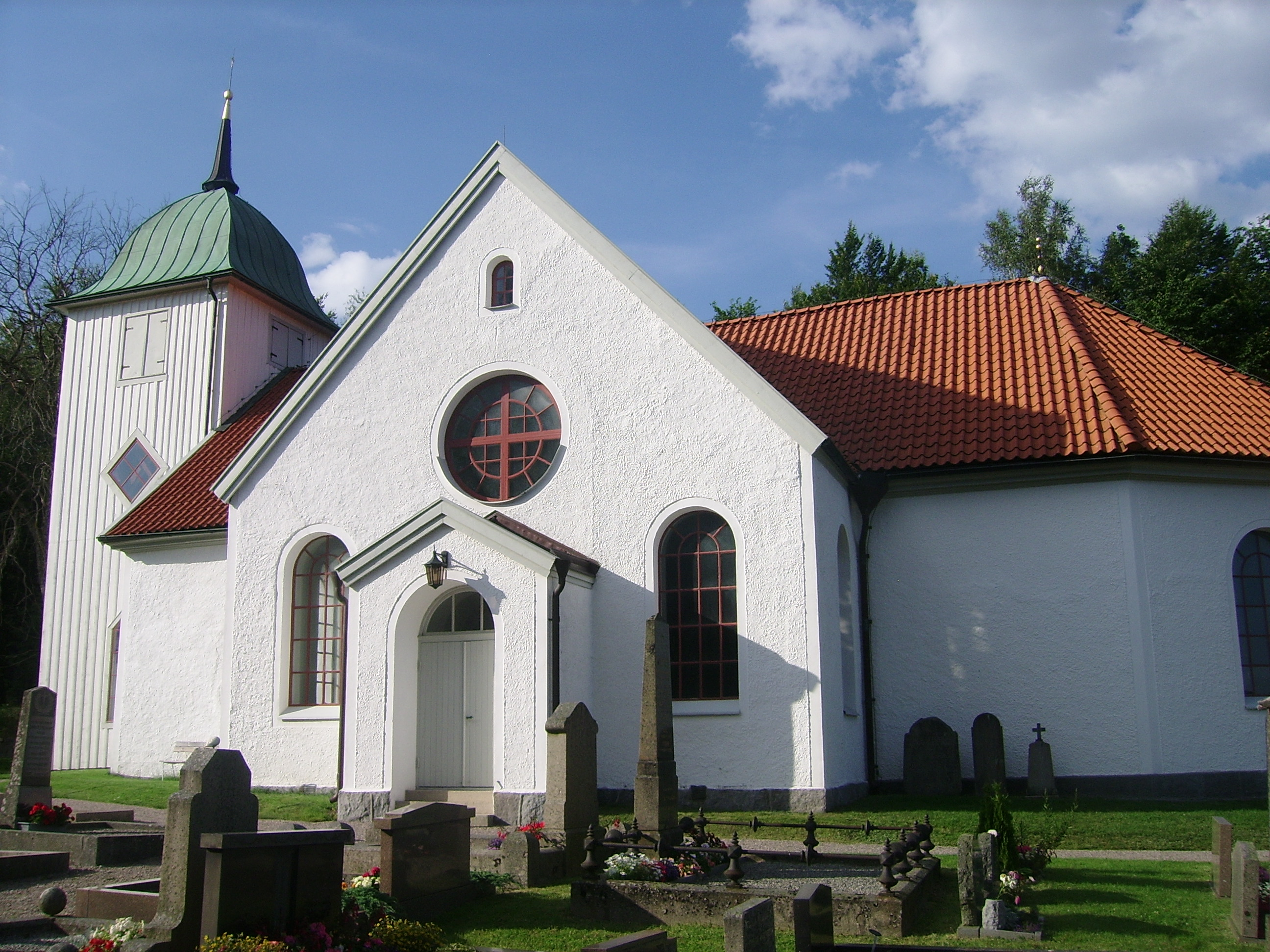
Spekeröds kyrka
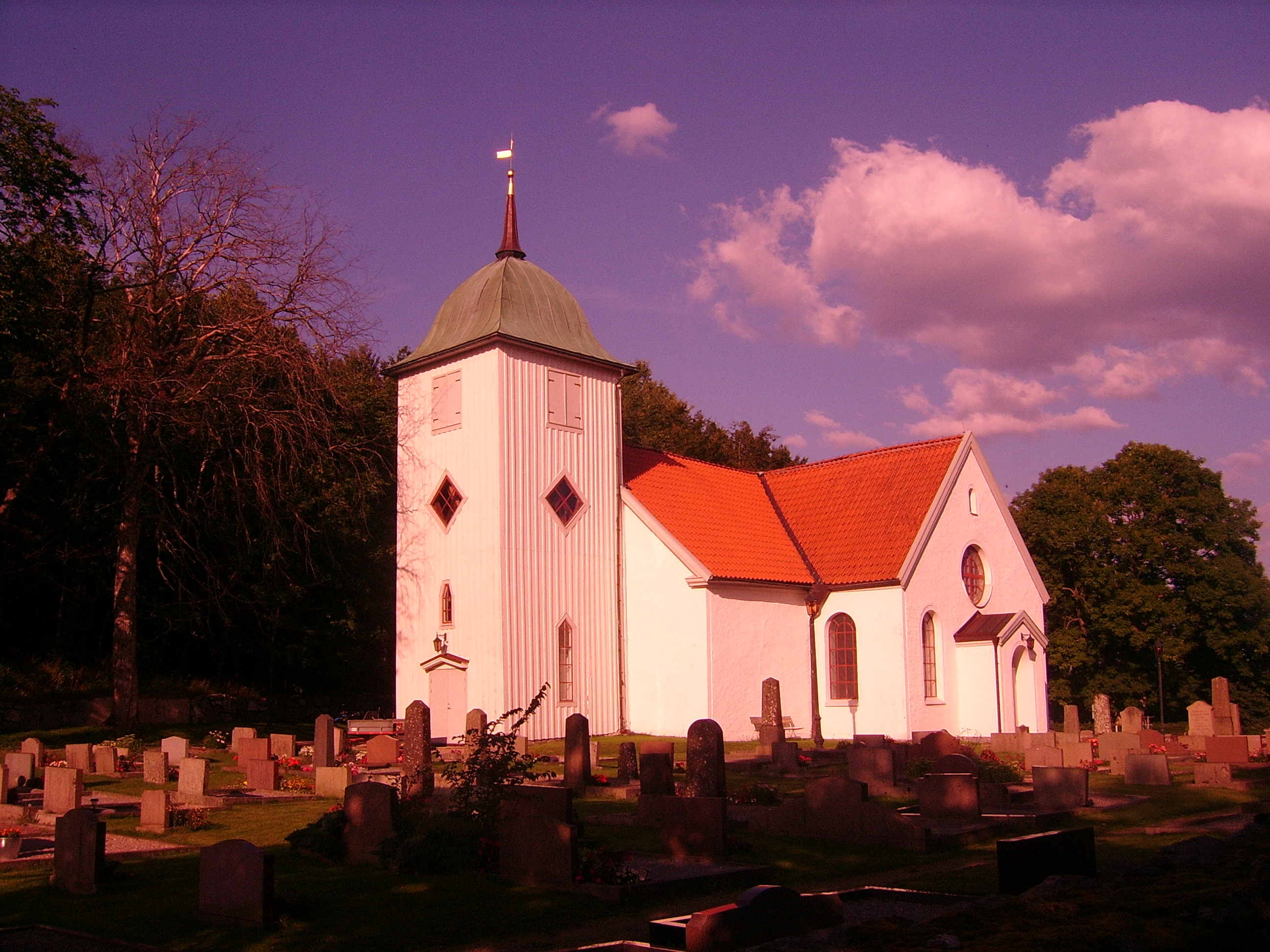
Spekeröds kyrka från sydväst
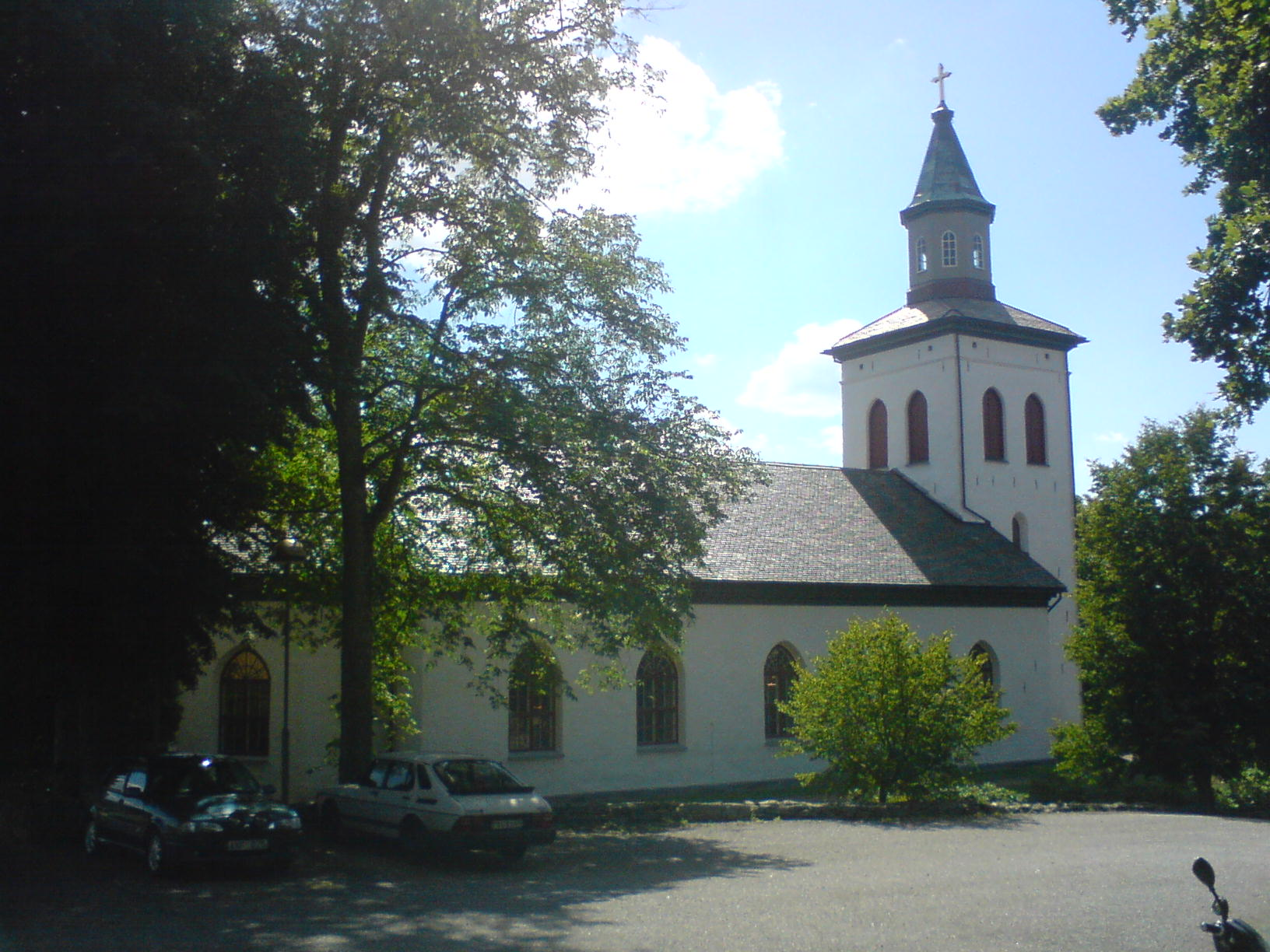
Ucklums kyrka